# Апрель 2022 года

Список событий апреля 2022 года.

## События
- 1 апреля
  - В Белгороде, находящемся на границе с Украиной, возник пожар на нефтебазе. По заявлениям российских властей, причиной пожара стал авиаудар, нанесённый украинскими вертолётами[1].
- 2 апреля
  - Литва первой в ЕС заявила о прекращении импорта российского газа. С 1 апреля Литва, Латвия и Эстония отказались от природного газа из России[2].
  - Вторжение России на Украину
    - Министерство обороны Украины заявило, что российские войска полностью покинули территорию Киевской области[3].
    - Опубликованы получившие большой международный резонанс фото- и видеосвидетельства убитых людей на улицах города Буча в Киевской области, из которого вышли российские войска[4].
- 3 апреля
  - В калифорнийском городе Сакраменто в результате стрельбы погибли не менее 6 человек, пострадали 15[5].
  - В Венгрии прошли парламентские выборы[6].
  - В Сербии прошли выборы президента и парламента[7].
  - Президент Пакистана Ариф Алви распустил нижнюю палату парламента страны — Национальное собрание, после попытки оппозиции вынести вотум недоверия правительству[8].
- 4 апреля — Литва отозвала своего посла в России и предписала российскому послу покинуть Литву[9].
- 5 апреля — руководство Шанхая ввело полную изоляцию для всех жителей на фоне вспышки коронавируса «омикрон»-ВА.2, что стало крупнейшей общегородской мерой изоляции в этой стране; в городе проживает 26 миллионов человек[10].

- 6 апреля
  - В Московском зоопарке появился новый птенец розового пеликана; эти птицы занесены в Международную и российскую Красную книгу[11].
  - Умер Владимир Жириновский, председатель ЛДПР и руководитель фракции этой партии в Государственной думе, депутат Государственной Думы Российской Федерации[12].

- 7 апреля
  - Компания Илона Маска Tesla отзывает более 127 тысяч своих машин Tesla Model 3 в Китае из-за технических проблем; отзыву подлежат как импортированные в страну машины, так и произведённые в самом Китае[13].
  - Генассамблея ООН приняла резолюцию о приостановке участия России в Совете по правам человека. После этого Россия приняла решение о досрочном прекращении своих полномочий в СПЧ ООН[14][15].

- 8 апреля
  - По городу Краматорску, расположенному на части территории Донецкой области, контролируемой правительством Украины, был нанесён ракетный удар «Точкой-У», на которой было написано «За детей». Удар был нанесён по железнодорожному вокзалу в момент скопления людей, пытающихся эвакуироваться из города в преддверии ожидаемого в скором времени российского наступления. Всего погибли более 50 человек, ещё более 100 были ранены[16].
- 9 апреля
  - В Израиле в результате вооружённого нападения на кафе в городе Рахат получили ранения 5 человек; это уже второй инцидент со стрельбой в Израиле за эту неделю[17].
  - На парламентских выборах в Гамбии победила Национальная народная партия, созданная президентом страны Адамой Барроу[18].
- 10 апреля
  - Президентские выборы во Франции: по итогам первого тура во второй вышли действующий президент Эмманюэль Макрон и Марин Ле Пен[19].
  - В закрытом на полный локдаун Шанхае начались протесты против длящегося уже две недели карантина; по текущим правилам жители агломерации не имеют права покидать дома или место работы[20].
  - В Венгрии объявлены итоги парламентских выборов, победителем объявлен альянс Фидес-Христианско-демократическая народная партия (Фидес-ХДНП), который возглавляет Виктор Орбан[21].
  - В Мексике состоялся референдум о лишении мандата президента Андреса Мануэля Лопеса Обрадора. 92,54 % проголосовавших высказались против его отставки[22].
- 11 апреля
  - В Ступино (Московская область) произошёл взрыв газа в жилом доме, 6 человек погибли и 20 пострадали; жильцов дома эвакуировали[23][24].
  - Опубликован очередной вариант правил русской орфографии. Предложены новые принципы описания её системы[25].
  - В Варшаве у Российской Федерации изъята недвижимость по улице Собеского, 100[26].
- 12 апреля
  - В связи с локдауном в Шанхае приостановила работу предприятий тайваньская компания Pegatron Corp., которая в том числе занимается сборкой продукции Apple; также компания приостановила работу в соседней с Шанхаем провинции Цзянсу[27].
  - Шри-Ланка объявила о дефолте по всему внешнему долгу[28].
  - В метро Нью-Йорка неизвестный открыл стрельбу по пассажирам, 29 раненых[29].
  - На киргизско-таджикской границе произошла перестрелка между пограничниками двух стран. В тот же день стороны договорились об отводе дополнительных сил от границы[30].
- 13 апреля
  - Европейское космическое агентство объявило о выходе из участия в российских миссиях «Луна-25», «Луна-26» и «Луна-27». Причинами названы «российская агрессия против Украины и последовавшие санкции»[31].
  - Вторжение России на Украину: министерство обороны РФ заявило, что в ходе осады Мариуполя в плен сдались 1026 украинских военнослужащих 36-й бригады морской пехоты[32].
  - Украинскими спецслужбами арестован Виктор Медведчук — украинский политик, которого называют кумом президента России Владимира Путина и обвиняют в лоббировании российских интересов на Украине[33].
- 14 апреля
  - Вторжение России на Украину: в Чёрном море затонул флагман Черноморского флота ВМФ РФ ракетный крейсер «Москва». Украина и Россия привели разные причины гибели крейсера[34][35].
  - Бывший начальник радиотехнических войск Воздушно-космических сил России генерал-майор Андрей Кобан признал вину в получении взятки в пять миллионов рублей и раскаялся в содеянном[36].
  - Аль-Валид ибн Талал Аль Сауд, являющийся одним из крупнейших акционеров соцсети «Твиттер», отклонил предложение Илона Маска по покупке 100 % акций соцсети. Маску на начало апреля принадлежало 9,2 % акций соцсети[37].
  - Более 100 нигерийских девочек остаются в плену у террористов спустя восемь лет после похищения из школы[38].
  - На Филиппинах из-за тропического шторма «Агатон» («Меги») погибло более 160 человек[39].
- 15 апреля
  - В Иерусалиме в результате столкновений между израильской полицией и палестинцами около мечети Аль-Акса пострадали более 150 человек. Для разгона собравшихся полиция применила слезоточивый газ, светошумовые гранаты и резиновые пули[40].
  - Китай отказывается ослаблять жёсткие ограничения, продолжая придерживаться своей политике «ноль COVID»[41].
- 17 апреля
  - Греческий теннисист Стефанос Циципас второй год подряд выиграл Monte-Carlo Masters[42].
  - Более 400 человек погибли во время наводнения в Южной Африке[43].
  - В Швеции произошли беспорядки в Линчёпинге и Норчёпинге в ответ на намерение Расмуса Палудана провести там антиисламистские акции; акции Палудана в итоге не состоялись, но начались столкновения его сторонников и исламистов[44].
  - КНДР испытывает новое оружие, которое должно «повысить ядерный потенциал»[45].
  - «Фантастические твари» опередили «Соника» и стали лидерами сборов в выходные в кинотеатрах Северной Америки, но не догнали другие фильмы франшизы[46][47][48].
- 18 апреля — Парламент Сомали обстрелян из миномётов на своём втором заседании[49].
- 19 апреля
  - Скончался старейший житель Земли — 119-летняя японка Канэ Танака[50].
  - Лауреат Нобелевской премии мира Жозе Рамуш-Орта избран президентом Восточного Тимора, победив во втором туре действующего президента Франсишку Гуттериша[51]
  - В результате нескольких взрывов около образовательных учреждений в Кабуле погибли по меньшей мере 25 человек[52].
  - Представители политических сил России и Украины заявили о начале нового широкомасштабного наступления российских войск в ходе вторжения России на Украину. В России его называют «второй фазой спецоперации». На Украине — «битвой за Донбасс»[53].
- 20 апреля
  - В Босфоре приостановлено судоходство в обоих направлениях; с севера на юг суда прекратили движение с 02-00 20 апреля по местному времени, с юга на север с 06-15 того же дня, причины приостановки движения судов не сообщаются[54].
- 21 апреля
  - Вторжение России на Украину: президент Всемирного банка Дэвид Малпасс заявил, что ущерб, нанесенный зданиям и инфраструктуре Украины, достиг 60 млрд долларов и будет увеличиваться по мере продолжения войны[55].
  - NASA сообщило о том, что застрявших на МКС космических туристов, которых доставили туда при помощи корабля компании Илона Маска SpaceX, из-за погодных условий смогут вернуть на Землю только 23 апреля; из-за этого отложен вылет на МКС астронавтов — их полёт перенесён с 23 на 26 апреля[56][57].
  - В пожаре на площади более 2500 м² во 2-м ЦНИИ Минобороны РФ в Твери погибли 20 человек[58][59][60].
  - Вагит Алекперов покинул пост президента нефтяной компании «Лукойл», которую возглавлял с 1993 года, а также вышел из совета директоров. У Алекперова остаётся в собственности 28,3 % акций компании. 13 апреля 71-летний Алекперов был внесён в санкционный список Великобритании[61].
- 22 апреля
  - Басманный районный суд Москвы арестовал российского политика и журналиста Владимира Кара-Мурзу до 12 июня 2022 года по делу о распространении недостоверной информации о Вооружённых силах РФ. В тот же день Кара-Мурза был внесён в реестр физических лиц, являющихся «иноагентами»[62].
- 23 апреля
  - Футбольный клуб «Бавария» 10-й раз подряд стал чемпионом Германии[63].
  - Футбольный клуб «Пари Сен-Жермен» в 10-й раз стал чемпионом Франции[64].
  - В результате взрыва на нелегальном нефтеперерабатывающем заводе на границе штатов Имо и Риверс в Нигерии погибло более 100 человек[65].
- 24 апреля
  - Эмманюэль Макрон переизбран на пост президента Франции, победив во втором туре выборов Марин Ле Пен. Макрон набрал 58,55 % голосов[66].
  - Левоцентристская партия «Движение „Свобода“» во главе с Робертом Голобом победила на парламентских выборах в Словении, набрав 34,54 % голосов. Второе место заняла Словенская демократическая партия во главе с премьер-министром Янезом Яншей, набрав 23,53 % голосов[67].
- 25 апреля
  - Илон Маск заключил окончательное соглашение о приобретении социальной сети «Твиттер» за $44 млрд[68].
  - Приднестровский конфликт: В Тирасполе обстреляно здание Министерства госбезопасности Приднестровья. Вечером того же дня летательный аппарат сбросил на территорию воинской части у аэродрома в Тирасполе два взрывных устройства[69][70].
  - Следственный комитет РФ заявил, что группа неонацистов, задержанная ФСБ, планировала взорвать машину российского ведущего Владимира Соловьёва[71]. Также якобы планировалась ликвидация ведущих Дмитрия Киселёва, Ольги Скабеевой, Евгения Попова, Маргариты Симоньян, Тиграна Кеосаяна и поджоги военкоматов в России[72].
  - Дирижёр Павел Коган по собственному желанию уволился с поста художественного руководителя Московского академического симфонического оркестра, которым руководил с 1989 года[73].
  - Роскомнадзор заявил, что интернет-энциклопедия «Википедия» попадает под российский закон о приземлении[74].
- 26 апреля
  - Вторжение России на Украину: в Киеве по инициативе местных властей начат частичный демонтаж элементов композиции «Арка дружбы народов», открытой в 1982 году[75].
  - На авиабазе ВВС США Рамштайн прошла встреча министров обороны стран НАТО и союзников альянса[76].
  - Массовое убийство в Вешкайме: в Ульяновской области мужчина застрелил пенсионера, затем в детском саду убил двоих детей и одну сотрудницу; после чего преступник покончил с собой[77].
  - Мировой суд Таганского района Москвы оштрафовал фонд Викимедиа на 5 млн рублей за неудаление статей о порохе и событиях на Украине[78].
  - Международная федерация хоккея на льду лишила Россию права на проведение чемпионата мира по хоккею с шайбой, который должен был пройти в мае 2023 года в Санкт-Петербурге. Решение о новом месте проведения турнира будет принято в мае 2022 года[79].
  - Чемпионат Украины по футболу 2021/2022 завершён досрочно, таблица зафиксирована по состоянию на 24 февраля 2022 года, чемпионом признан донецкий «Шахтёр», награждение призёров производиться не будет[80].
  - Дарфурский конфликт: более 170 человек погибли в ходе столкновений в Судане, которые вспыхнули 24 апреля[81].
  - Приднестровский конфликт: утром в посёлке Маяк Григориопольского района неизвестные взорвали две антенны в Приднестровском радиотелецентре, который ретранслировал российское радио[70].
- 27 апреля
  - Приднестровский конфликт: МВД Приднестровья заявило об обстреле с территории Украины приднестровского села Колбасна, в котором находятся крупные склады боеприпасов[82].
  - Еврокомиссар по здравоохранению и продовольствию Стелла Кириакидес[укр.] заявила, что гепатит неизвестной природы зафиксирован в 12 странах ЕС. Всего известно о 40 подтверждённых случаях[83].
  - Воздушные шары обнаружили первые признаки «звукового тоннеля» в небе, который американские военные искали ещё в 40-е годы[84].
  - Канада создаёт новое агентство по поддержке инноваций по образцу финского TEKES[англ.] и израильского IIA[англ.][85].
  - Власти Мали отозвали лицензии у двух самых популярных новостных агентств в стране: France 24 и Международного французского радио. Ранее их работа была приостановлена якобы из-за «ложных утверждений о злоупотреблениях, совершенных малийскими вооруженными силами»[86].
  - Почти половина молодёжи не посещает школу в Зимбабве. До пандемии не ходили 21 %, сейчас — 47 %[87].
- 28 апреля
  - Клуб «Флорида Пантерз» впервые в своей истории выиграл регулярный сезон Национальной хоккейной лиги[88].
  - Российские космонавты во время выхода в открытый космос 28 апреля активировали манипулятор ERA и установили на него три поручня[89].
  - Вторжение России на Украину: «заместитель главы военно-гражданской администрации» Херсонской области заявил, что с 1 мая начнётся переход региона в рублёвую зону, который займёт 4 месяца[90].
  - Изучение более 18 тысяч собак показало, что порода не определяет поведение. Ею можно объяснить всего лишь около 9 % различий в поведении[91].
- 29 апреля
  - Вторжение России на Украину: Палата представителей США одобрила проект закона о ленд-лизе для Украины[92].
  - Более 50 человек погибли в результате взрыва в кабульской мечети Халиф Сахиб[93].
  - Гражданская война в ЦАР: шесть солдат и четыре повстанца убиты в результате перестрелки в префектуре Мбому[94].
- 30 апреля
  - «Реал Мадрид» 35-й раз в истории стал чемпионом Испании по футболу. Карло Анчелотти стал первым в истории главным тренером, побеждавшим в футбольных чемпионатах Италии, Англии, Франции, Германии и Испании[95].
  - ЦСКА стал обладателем Кубка Гагарина, победив в финальной серии магнитогорский «Металлург» со счётом 4-3[96].
  - Летающую обсерваторию SOFIA закрывают из-за недостаточной эффективности[97].